# Gy-les-Nonains
Gy-les-Nonains é uma comuna francesa na região administrativa do Centro, no departamento Loiret. Estende-se por uma área de 20,18 km². Em 2010 a comuna tinha 629 habitantes (densidade: 31,2 hab./km²).